# Travacò Siccomario
Travacò Siccomario est une commune italienne de la province de Pavie, dans la région Lombardie.

## Administration
| Période                                  | Période | Identité        | Étiquette | Qualité |
| ---------------------------------------- | ------- | --------------- | --------- | ------- |
|                                          |         | ERMANNO Bonazzi |           |         |
| Les données manquantes sont à compléter. |         |                 |           |         |

### Hameaux
Battella, Boschi, Chiavica, Colonne, Frua, Mezzano Siccomario, Rotta, Valbona.

### Communes limitrophes
Cava Manara, Linarolo, Mezzanino, Pavia di Udine, Rea, San Martino Siccomario, Valle Salimbene, Verrua Po.

## Jumelages
- Camaret-sur-Aigues (France).